# Jimmy Takeuchi
Jimmy Takeuchi (japans ジミー 竹内, Jimī Takeuchi, geboren als Wasaburō Takeuchi, Japans 竹内 和三郎, Takeuchi Wasaburō, 29 juni 1930 – 29 december 2009) was een Japanse jazzdrummer, die tevens actief was als bandleider in de pop- en amusementsmuziek.

## Biografie
Takeuchi werkte vanaf het midden van de jaren vijftig met onder meer Shoji Suzuki, van 1956 tot 1958 was hij lid van de Swing Journal All-Stars. In de jaren zestig speelde hij in het trio van de pianist Kazuo Yashiro en met Masanaga Harada. Vanaf 1968 maakte hij met zijn band Jimmy Takeuchi & His Exciters een reeks van instrumentale LP's, zoals Drum Drum Drum: Pops Best 24 en 京都慕情 (Reflections in a Palace Lake), met covers van bekende pophits uit die tijd. Een ander album van Takeuchi bevatte arrangementen van populaire nummers van The Ventures zoals "Walk Don't Run“.
In 1970 nam Takeuchi een album met Teddy Wilson op (Takeuchi & Wilson, met Shoji Yokouchi en Masanaga Harada). In de jaren zeventig speelde hij met Yuzuru Sera, Mari Nakamoto, Kazuo Yashiro en Hidehiko Matsumoto. In die tijd nam hij onder eigen naam albums op als Drum Drum Drum/Let's Swing!! (1976, met Nobuo Hara), West Coast Jazz, Live at Birdland, Jimmy's Jazz Shop (1976), Jimmy's Jazz Friends (1978), alsook een album met nummers van Elvis Presley (1977). Met collega-drummers George Kawaguchi, Donald Bailey en Shingo Okudaira maakte hij in 1977 de plaat The Drum Battle (1977). In de jazz was hij tussen 1956 en 1997 betrokken bij 38 opnamesessies.